# Akosmizm
Akosmizm – pogląd, według którego Wszechświat nie istnieje, jest jedynie złudzeniem albo atrybutem Boga; ukształtowany w epoce oświecenia.
Akosmizm wywodzi się z empiryzmu. George Berkeley, misjonarz anglikański i biskup, mimo że został wychowany w religijnej rodzinie, zainteresował się empiryzmem Johna Locke'a i rozwijał dalej jego teorie. Wychodząc z założenia, że nasze wyobrażenia rzeczy materialnych są jedynie sumą bodźców przez nie emitowanych, doszedł do wniosku, że rzeczywiste dla nas w danym momencie jest tylko to, co w danym momencie postrzegamy. Berkeley znalazł miejsce na Boga w swojej filozofii.
Akosmizm zakłada nieistnienie materii i to, że każda rzecz we wszechświecie jest formą złudzenia myśli. Nie jest możliwe dowiedzenie prawdziwości lub fałszywości tego twierdzenia. Można jedynie przyjąć je jako aksjomat lub odrzucić.